# Papirus Nasha

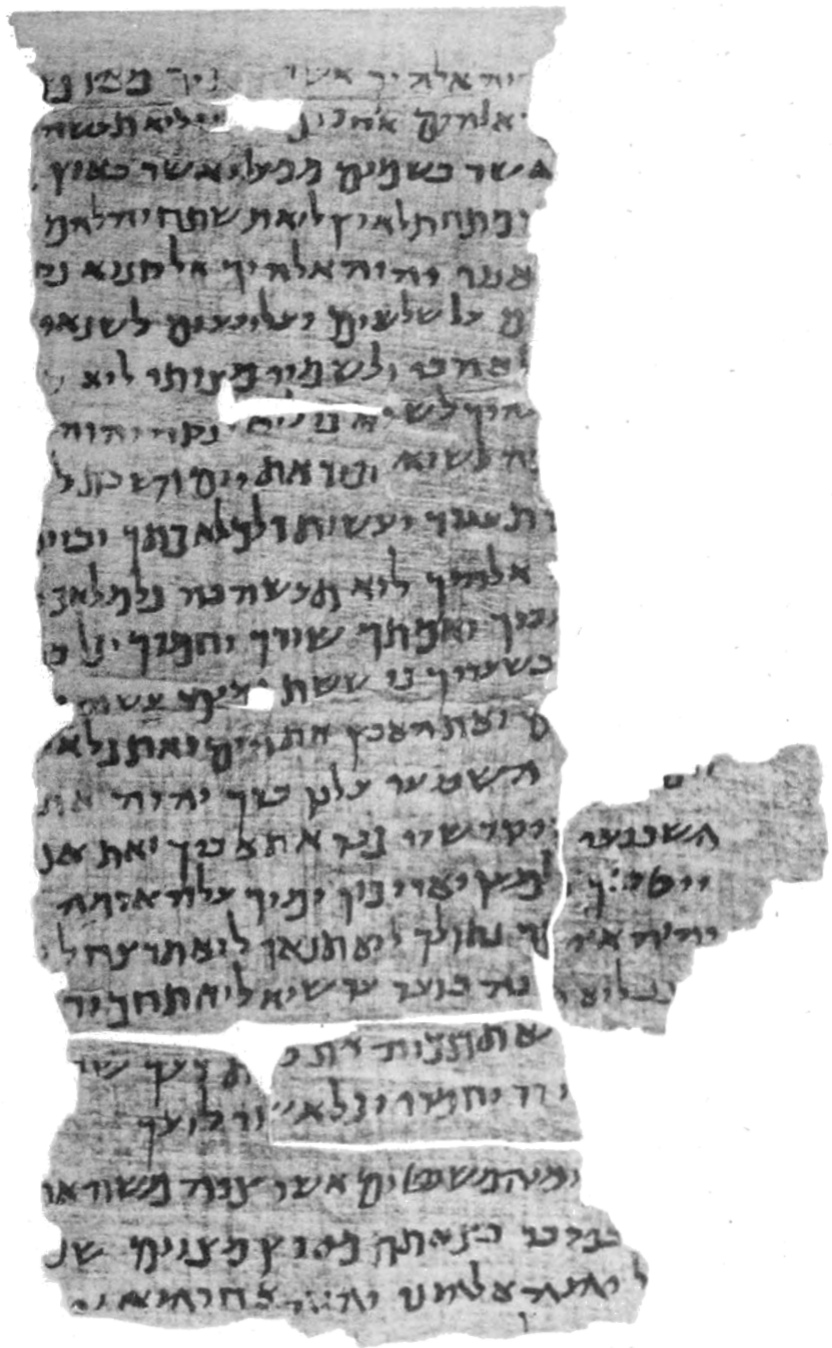
Zdjęcie papirusu

Papirus Nasha – zbiór 4 niewielkich fragmentów Starego Testamentu, które zostały zakupione w 1902 roku w Egipcie przez Waltera L. Nasha. Zawierają one kompilację fragmentów Dziesięciu Przykazań. 

## Opis
Papirus ten w roku 1902, sekretarz Towarzystwa Archeologii Biblijnej i angielski uczony, Walter L. Nash nabył w Egipcie, a następnie podarował bibliotece Uniwersytetu w Cambridge. Po raz pierwszy fragmenty zostały opisane przez Stanleya A. Cooka w 1903 roku na łamach czasopisma Proceedings wydawanego przez Towarzystwo Archeologii Biblijnej.
Papirus Nasha zawiera 24 linijki tekstu hebrajskiego. Żadna z jego linijek nie jest kompletna, ponieważ na obu brzegach brakuje pojedynczych liter lub nawet całych wyrazów. Te fragmenty zostały zapisane na papirusie o wymiarach 7,5 na 12,5 centymetra. Zawierają one kompilację fragmentów Dziesięciu Przykazań pochodzących z Księgi Wyjścia 20:2-17 oraz Księgi Powtórzonego Prawa 5:6-21 i 6:4-5 (Szema). Wybór tekstu wskazuje, że papirus był używany prawdopodobnie do użytku liturgicznego lub szkolnego. Papirus mógł też przypominać właścicielowi o jego obowiązkach względem Boga. Ponieważ tekst omija frazę „dom niewoli” uważa się, że powstał właśnie w Egipcie.
Papirus Nasha uznawany jest dziś za jeden z najstarszych zachowanych tekstów pochodzących ze Starego Testamentu. Początkowo uważano, że pochodzi z II wieku, lecz później ustalono jego wiek na II wiek p.n.e.
Do czasu odkrycia zwojów z Qumran Papirus Nasha był jedynym zachowanym starożytnym papirusem biblijnym w języku hebrajskim. Jest też najstarszym manuskryptem Biblii hebrajskiej odkrytym w Egipcie.